# Union Carbide
Union Carbide Corporation — американська хімічна корпорація, яка повністю належить (з 6 лютого 2001 р.) Dow Chemical Company. В даний час у ньому працює понад 2400 людей. Union Carbide виробляє хімічні речовини та полімери, які піддаються одному або декільком подальшим перетворенням споживачами до того, як дістати споживачів. Деякі з них є великими товарами, а інші — спеціальними продуктами, що відповідають потребам менших ринків. Ринки, що обслуговуються, включають фарби та покриття, упаковку, дріт та кабель, побутові товари, засоби особистої гігієни, фармацевтику, автомобільну промисловість, текстиль, сільське господарство, а також нафту та газ. Компанія є колишнім компонентом промислового середнього рівня Dow Jones.
Заснована в 1917 році під назвою Union Carbide and Carbon Corporation, внаслідок злиття з Національною карбоновою компанією дослідники компанії розробили економічний спосіб отримання етилену з рідин природного газу, таких як етан та пропан, що дало початок сучасній нафтохімічній промисловості. Компанія продала споживчі товари підприємствам Eveready та батареям Energizer, Радим пакети та упаковки, автомобільний віск Simoniz та антифриз Prestone. До придбання компанією Dow компанія продала інші види бізнесу, включаючи електронні хімікати, проміжні поліуретанові, промислові гази (Linde) та вуглецеві продукти.

## Історія
Корпорація Union Carbide and Carbon була утворена 1 листопада 1917 р. В результаті злиття Union Carbide Company, заснованої в 1898 р., Національної вуглецевої компанії, заснованої в 1886 р., Linde Air Products Company, виробника рідкого кисню в Буффало та Prest- Компанія O-Lite, виробник карбіду кальцію в Індіанаполісі. У 1920 році компанія створила хімічний підрозділ, який виробляв етиленгліколь для використання як автомобільний антифриз. Компанія продовжувала купувати пов'язаних виробників хімічних речовин, зокрема корпорацію Bakelite у 1939 р. Компанія змінила свою назву на «Union Carbide Corporation» у 1957 р., І її часто називали Carbide. Вона діяла в Національній лабораторії Оук-Ридж з 1947 по 1984 рік.
Під час епохи «холодної війни» компанія активно працювала в галузі досліджень і розробок ракетних двигунів для аерокосмічної та керованої ракет, особливо в галузі хімічних речовин та пластмас, твердих ракетних двигунів та рідкого палива, що зберігається. Дослідження проводились у Технічному центрі в Південному Чарлстоні, Західна Вірджинія. Департамент аерокосмічних матеріалів входив до підрозділу вуглецевих продуктів компанії.
Акумулятори Ucar були промисловим та споживчим бізнесом з хлоридом цинку Carbide. Бізнес, включаючи лужні батареї Energizer, був проданий Ralston Purina у 1986 році після спроби ворожої поглинання.
Після катастрофи в Бхопалі Юніон Карбід був об'єктом неодноразових спроб захоплення. Щоб погасити борг, Carbide продав багато найбільш відомих брендів, таких як Glad Trashbags та Eveready Batteries. Dow Chemical оголосила про придбання карбіду в 1999 році на суму 8,89 млрд доларів.

## Продукти
Union Carbide одночасно виробляє та закуповує етилен, основну хімічну речовину, що входить до складу, з компонентів сирої нафти та природного газу. Ми перетворюємо етилен у поліетилен або реагуємо з киснем, утворюючи оксид етилену, попередник багатьох товарів, які ми продаємо: етиленгліколь та сотні розчинників, спиртів, поверхнево-активних речовин, амінів та спеціальних продуктів.
Деякі хімічні речовини, які ми виробляємо, потрапляють безпосередньо у продукти, що використовуються щодня: поліетилен та поліпропілен у харчові контейнери чи іграшки; етиленгліколь — в автомобільний антифриз, а ізопропанол — у спирт для стирання. Інші використовуються у виробничих процесах для підвищення якості та продуктивності: етиленаміни для міцності вологи у паперових рушниках; біоциди як інгібітори росту бактерій у косметиці та поверхнево-активні речовини для видалення ґрунту при промисловому очищенні. Інші основні продукти включають: рідини для обмерзання та протиледеніння для видалення або запобігання накопиченню льоду на літаках; аміни для видалення домішок у процесах переробки нафти та газу; розчин вінілових смол для промислових покриттів для запобігання корозії та поліетиленгліколі для полегшення ковтання таблеток і таблеток.
Незалежно від того, додають вони сили для розтягування обгортання або гладкості фарби, видаляючи статику з білизни або просто роблячи плюшевого ведмедика більш приємним, вироби Union Carbide роблять чудову хімію частиною повсякденного життя.

## Місцезнаходження
Баунд-Брук, Нью-Джерсі
Грінсбург, штат Лос-Анджелес
Операції Сент-Чарльз, Лос-Анджелес
Seadrift, TX
    1) Виробничі операції
    2) Штаб-квартира корпорації
Техас-Сіті, штат Техас
Операції в Західній Вірджинії

## Катастрофа в тунелі Яструбового гнізда
Катастрофа в тунелі «Яструбове гніздо» сталася між 1927 і 1932 роками у проекті тунелю в Західній Вірджинії під керівництвом Union Carbide. Під час будівництва тунелю робітники знайшли мінеральний кремнезем і попросили його видобути для використання в електрообробній сталі. Робітникам не давали масок та дихального обладнання для використання під час видобутку корисних копалин. Через вплив пилу кремнезему у багатьох робітників з'явився силікоз — виснажливе захворювання легенів. Згідно з маркером на місці, було 109 визнаних смертей. Слухання конгресу визначило кількість загиблих у 476.

## Видобуток азбесту та волокна марки «Calidria»
На початку 1960-х корпорація Union Carbide розпочала видобуток нещодавно виявленого відслонення хризотилових азбестових волокон поблизу Кінг-Сіті та Нової Ідрії, штат Каліфорнія. Ці волокна продавались під торговою маркою «Calidria», поєднання «Cal» та «Idria», і продавались у великих кількостях для найрізноманітніших цілей, включаючи додавання до сумішних сумішей або аксесуарів для гіпсокартону. Union Carbide продав шахту своїм працівникам під назвою KCAC («Шахта азбесту Кінг Сіті») у 1980-х роках, але вона діяла лише кілька років.

## Катастрофа Бхопала
Union Carbide India Limited, що належить Union Carbide (50,9 %) та індійським інвесторам (49,1 %), експлуатував завод з виробництва пестицидів в індійському місті Бхопал. Близько опівночі 3 грудня 1984 р. З заводу випадково був випущений газ метилізоціанату (MIC), піддавши MIC та іншим хімічним речовинам понад 500 000 людей. Уряд штату Мадх'я-Прадеш підтвердив в цілому 16 000 смертей, пов'язаних із викидом газу. За оцінками, близько 40 000 осіб назавжди залишились інвалідами, каліками або страждають на важкі захворювання, що робить це одним з найстрашніших у світі промислових катастроф. У 1982 році аудитори Carbide попередили про можливу «реакцію втечі». Карбід наполягав, що аварія була актом саботажу з боку неправомірного робітника. Юніон Карбід був поданий до суду на уряд Індії та погодився на позасудове врегулювання у розмірі 470 млн. Доларів США в 1989 році. Площа заводу ще не очищена.
Уоррен Андерсон, генеральний директор на момент катастрофи, відмовився відповідати на звинувачення у вбивствах і залишався втікачем від судів Індії. США відхилили кілька запитів про екстрадицію. Андерсон помер 29 вересня 2014 року у Флориді. У 2010 році сім працівників КУК були засуджені за злочинну необережність та оштрафовані на 2000 доларів США кожного.

## 1985 рік, Витік газу в Західній Вірджинії
На наступний рік після катастрофи в Бопалі несправний клапан на заводі UC в Інституті, штат Вісконсин спричинив велику хмару газу, яка поранила шість співробітників та змусила майже 200 жителів поблизу звернутися за медичною допомогою з приводу подразнення дихання та шкіри. Union Carbide звинуватив витік оксиму альдікарбу (виготовлений з MIC, але сам не містить жодного MIC), головного інгредієнта популярного фермерського пестициду Temik, у відмові клапана після накопичення тиску в резервуарі, що містить 500 фунтів хімічної речовини . Представник компанії наполягав на тому, що витік оксиму альдикару «ніколи не представляв загрози для громади».

## Union Carbide в Австралії
Діяльність Union Carbide в Австралії розпочалася в 1957 році, коли вона придбала завод австралійської компанії Timbrol Ltd. Завод Timbrol знаходився на березі бухти Хоумбуш в передмісті Сіднея на Родосі. Затока Хоумбуш знаходиться на річці Парраматта, яка впадає в гавань Сіднея. Тиброл виробляв фенол, інсектициди хлорбензол / хлорфенол / ДДТ, а також гербіциди 2,4-D і 2,4,5-Т. Union Carbide продовжував виробництво 2,4-D і 2,4,5-T до 1976 р., А хлорбензолу / хлорфенолу / DDT до 1983 р. Union Carbide також розпочав виробництво бісфенолу А в 1960 р. Та фенольних формальдегідних смол у 1964 р. : 9
Юніон Карбід відвоював землю на сусідніх ділянках, відкладаючи відпрацьоване вапно та попіл на сусідні болота в бухті Хомебуш. Ця практика, затверджена Радою морських служб, припинилася в 1970 році.
Union Carbide припинив свою діяльність в Австралії в 1985 р. У 1987 році Комісія з контролю забруднення в Новому Південному Уельсі наказала Union Carbide відновити ділянку. Ця робота, яка коштувала Union Carbide 30 мільйонів доларів, була проведена між 1988 і 1993 роками. Роботи передбачали розкопки та капсулювання забрудненого грунту.
У 2004 році міністр з питань планування у Новому Південному Уельсі дав згоду на подальшу санацію колишньої ділянки карбіду Union, включаючи частини бухти Хомебуш. З цього місця було видобуто приблизно 900 000 тонн грунту, 190 000 тонн грунту з прилеглої ділянки Allied Feeds та приблизно 50 000 тонн осаду з затоки. Санація майданчика Allied Feeds була завершена в серпні 2009 р., Відклади затоки Homebush — в серпні 2010 р., А площадка Union Carbide — у березні 2011 р. Вартість робіт з рекультивації склала 35 млн. Доларів для сайту Allied Feeds і 100 млн. Доларів для майданчика Union Carbide. і відклади затоки Хоумбуш.

## Знесення колишньої будівлі штабу Нью-Йорка
Колишня будівля штаб-квартири Union Carbide, що на 270 Avenue Avenue в Нью-Йорку, була 52-поверховою модерністською офісною будівлею, спроектованою архітектурною фірмою Skidmore, Owings & Merrill і завершеною в 1961 році. Пізніше вона стала штаб-квартирою JPMorgan Chase. У лютому 2018 року було оголошено, що будівлю буде зруйновано та замінено новою баштою висотою 1200 футів (370 м), що служить об'єднаною штаб-квартирою JPMorgan Chase. З висотою 210 футів (висотою 210 футів), будівля карбіду Union буде найвищою спорудою у світі, коли-небудь добровільно зруйнованою, а також третьою за висотою коли-небудь зруйнованою після Веж-близнюків Світового торгового центру.